# Laurel a Hardy
Laurel a Hardy byli jednou z nejpopulárnějších a kritiky nadšeně přijímaných filmových dvojic raného Klasického Hollywoodu éry americké kinematografie. Angličan Stan Laurel (1890–1965) a Američan Oliver Hardy (1892–1957) se stali známými mezi koncem 20. let a polovinou 40. let 20. století díky groteskám, kde Laurel hrával neohrabaného dětinského kamaráda nafoukaného Hardyho. Společně vytvořili více než 100 filmů, zpočátku krátkých, později celovečerních. Jedná se například o filmy Sons of the Desert (1933), krátký film The Music Box (1932) oceněný Oskarem, Babes in Toyland (1934) či Way Out West (1937). Hardyho fráze „Další pěkný malér, do kterého jsi mě dostal.“ je stále široce známá. Další fráze jsou např. „Nevadilo by ti otevřít okno?“ nebo „Můžeš udělat něco, abys mi pomohl?“ 